# Raná u Loun
Raná (deutsch Rannay) ist eine Gemeinde in Tschechien. Sie liegt sieben Kilometer nördlich von Louny in den südwestlichen Ausläufern des Böhmischen Mittelgebirges und gehört zum Okres Louny.

## Geographie
Raná befindet sich am Fuß des 457 m hohen Berges Raná. In der nahen Umgebung liegen weitere einzelnstehende Kegelberge vulkanischen Ursprungs, östlich erhebt sich der Oblík (509 m), nördlich die Milá (510 m) und südlich der Stříbrník (271 m). Durch den Ort führt die Staatsstraße 28 zwischen Louny und Most, von der in Raná die 250 nach Žatec abzweigt.
Nachbarorte sind Odolice, Bělušice und Sinutec im Norden, Charvatce und Mnichov im Nordosten, Oblík und Chraberce im Osten, Nečichy im Südosten, Lenešice und Dobroměřice im Süden, Hrádek im Westen sowie Milá im Nordwesten.

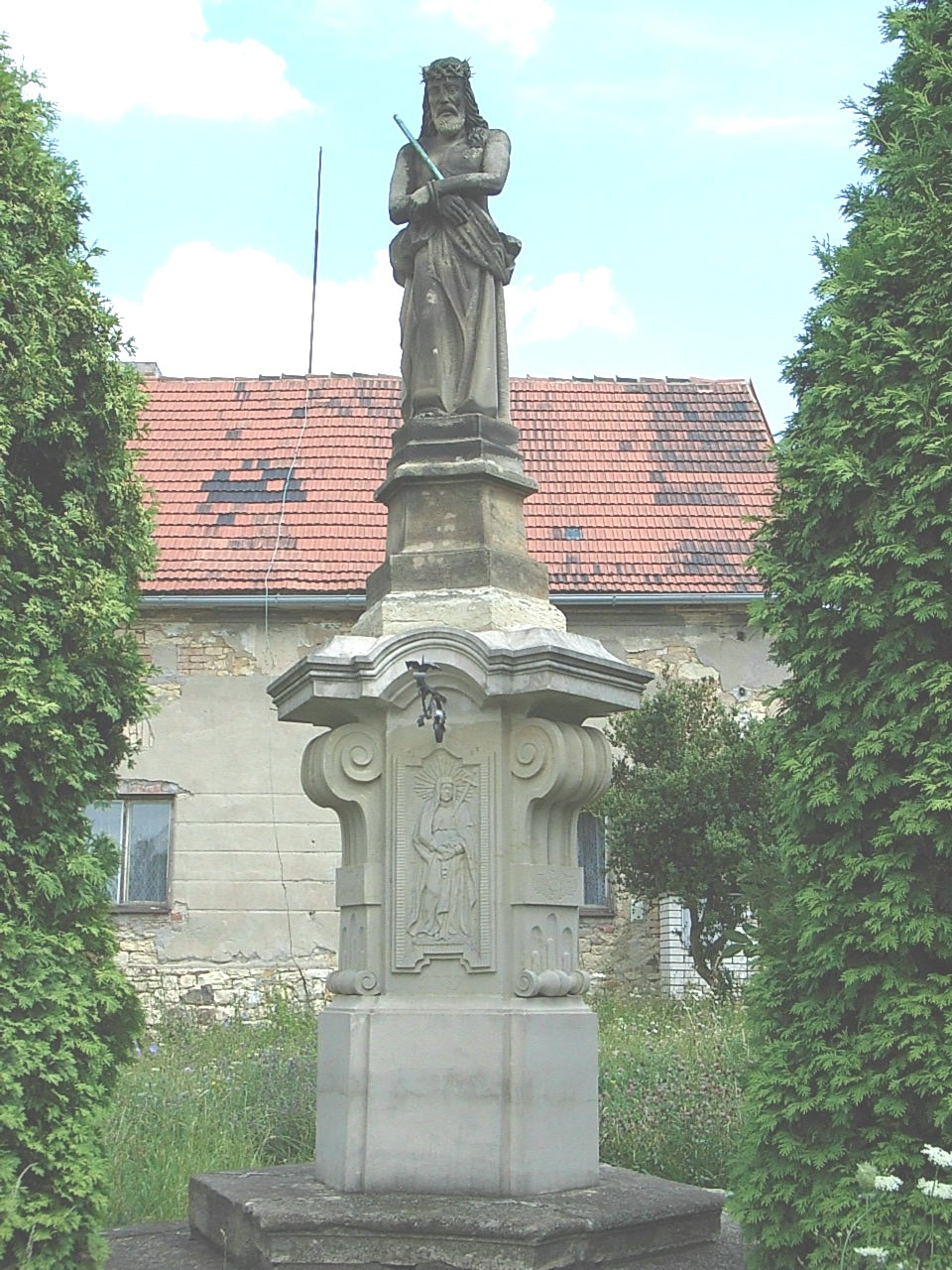
Statue Ecce homo

## Geschichte
Erstmals urkundlich erwähnt wurde das Dorf im Jahr 1333. Seit der Zeit der Hussitenkriege bis zur Aufhebung der Patrimonialherrschaften im Jahre 1848 gehörte Raná zum Besitz der Stadt Laun. Auch das Dorf Oblík war Teil des städtischen Besitzes, es wurde im Dreißigjährigen Krieg verwüstet und erlosch. 
Der Ort befand sich bis 1945/46 genau an der deutsch-tschechischen Sprachgrenze.
1930 hatte Rannay 483 Einwohner. 1939 wurde der Ort vom Gerichtsbezirk Laun in den Landkreis Bilin umgegliedert, zu diesem Zeitpunkt lebten in dem Dorf 408 Menschen.
Der Ortsteil Hrádek liegt am westlichen Fuße des Berges Raná und gehörte bis zur Gemeindegebietsreform von 1960 zur Gemeinde Milá, die heute ein Ortsteil von Bečov ist. Bei Hrádek liegt ein Segelflugplatz. Der Berg Raná ist heute bei Gleitschirmsportlern recht beliebt.

## Gemeindegliederung
Die Gemeinde Raná besteht aus den Ortsteilen Hrádek (Hradek) und Raná (Rannay), die zugleich auch Katastralbezirke bilden. Zu Raná gehört außerdem die Einschicht Oblík.

## Sehenswürdigkeiten

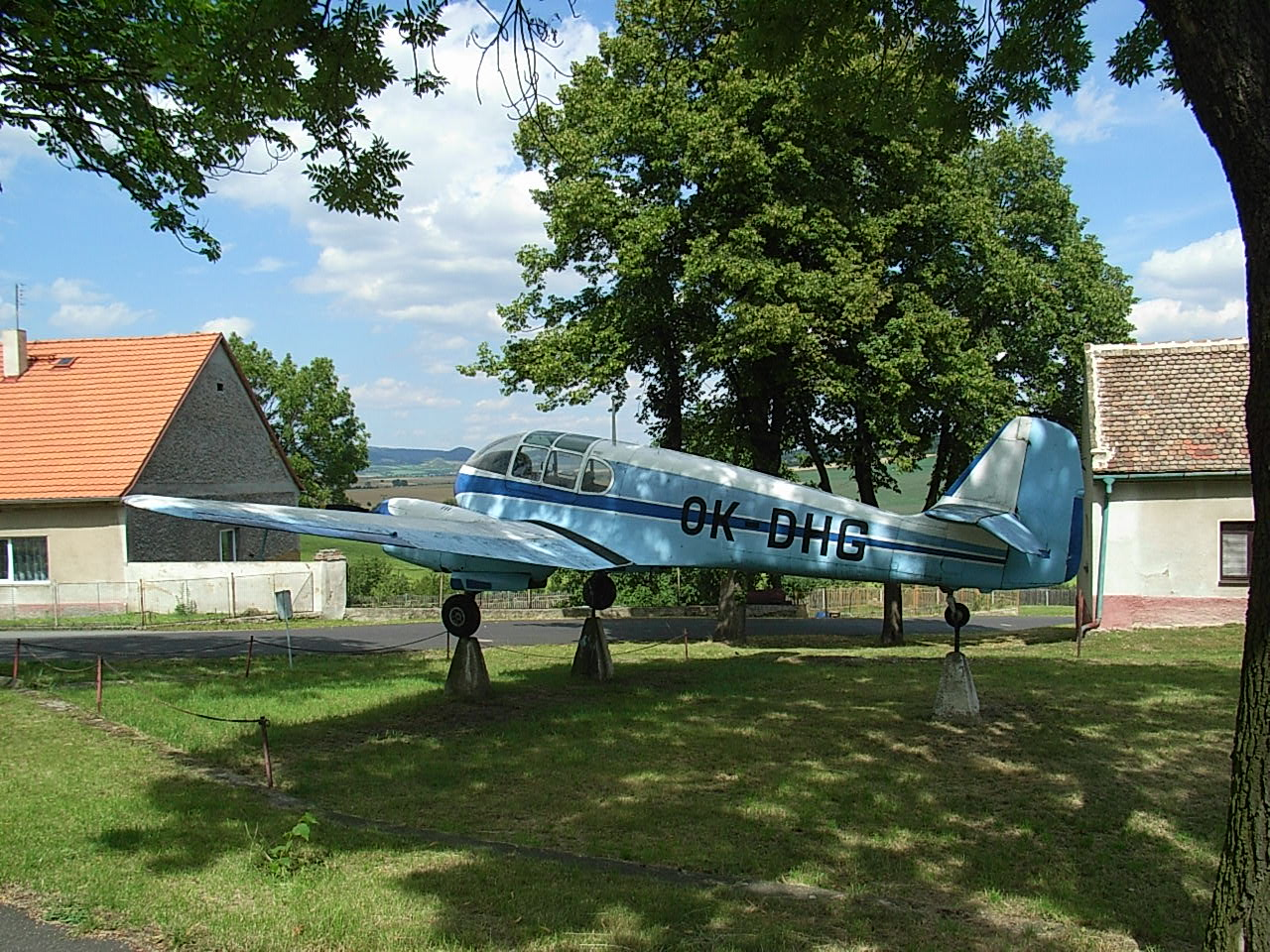
Alte Aero Ae-45 im Dorf

- Kirche Allerheiligen, das gotische Bauwerk aus dem Jahre 1384 wurde barock umgestaltet
- Bildsäule Ecce homo an der westlichen Kreuzung
- Berg Raná, 1951 auf einer Fläche von 10,94 ha zum Naturreservat erklärt
- Berg Oblík, seit 1967 auf einer Fläche von 20,20 ha Naturreservat
- Berg Milá, seit 1958 Naturreservat
- Berg Stříbrník mit 12 m hohem Aussichtsturm
- Denkmalhaft aufgestelltes 2-motoriges Flugzeug  Aero  Ae-45